# نوبوشیگه کاواتا
نوبوشیگه کاواتا (ژاپنی: 川田 信茂؛ زادهٔ ۳ دسامبر ۱۹۷۰) یک بازیکن فوتبال اهل ژاپن است.
از باشگاه‌هایی که در آن بازی کرده‌است می‌توان به باشگاه فوتبال شونان بلمار اشاره کرد.